# Pyractomena sinuata
Pyractomena sinuata är en skalbaggsart som beskrevs av Green 1957. Pyractomena sinuata ingår i släktet Pyractomena och familjen lysmaskar. Inga underarter finns listade i Catalogue of Life.